# Ute Wieckhorst

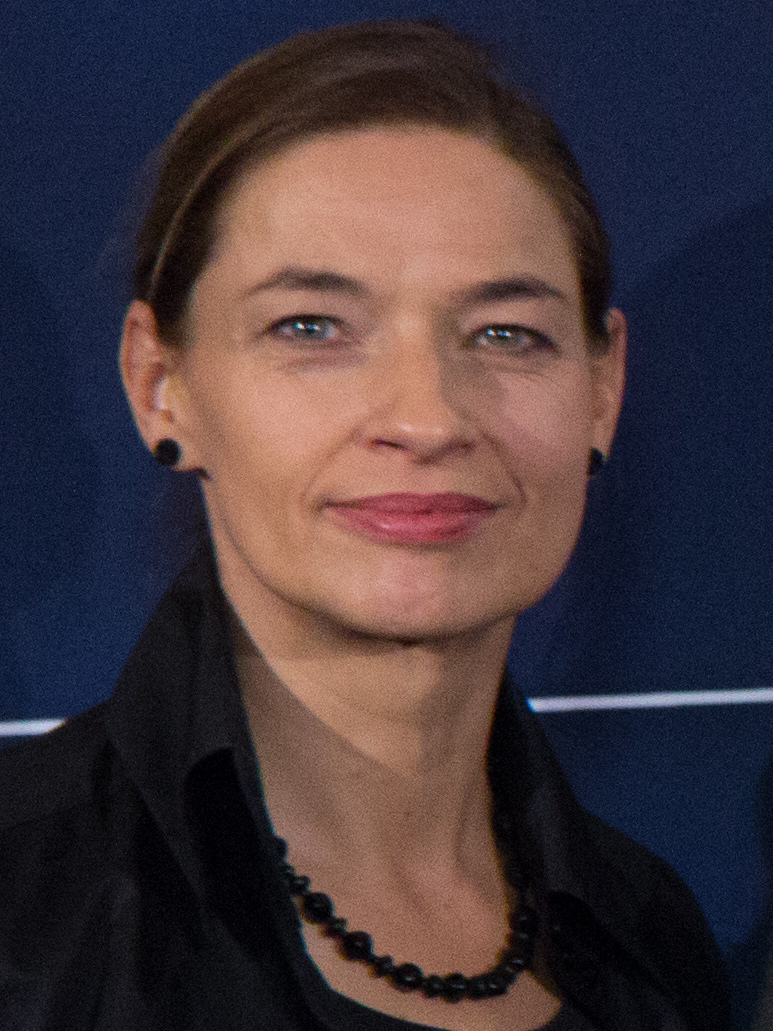
Ute Wieckhorst 2017

Ute Wieckhorst (* 1971) ist eine deutsche Schauspielerin und Schauspieldozentin.

## Leben
Ute Wieckhorst studierte von 1994 bis 1998 erfolgreich an der Hochschule für Schauspielkunst „Ernst Busch“ Berlin. Fortbildungen absolvierte sie unter anderem 2004 an der Internationalen Filmschule Köln sowie von 2007 bis 2011 an der Theaterwerkstatt Heidelberg, wo sie eine berufsbegleitende Ausbildung zur Theaterpädagogin machte.
Ihre Theaterlaufbahn begann Wieckhorst bereits während ihres Studiums am Berliner Maxim-Gorki-Theater, weitere Stationen waren unter anderem das Staatstheater Cottbus, die Landesbühne Niedersachsen Nord, das Deutsche Nationaltheater Weimar, das Stadttheater Fürth und das Grenzlandtheater Aachen. Bekannte Rollen waren die Jeléna Andréjewna in Onkel Wanja von Anton Tschechow, Magdalena in Bernarda Albas Haus von Federico García Lorca, Marthe Schwerdtlein in Faust von Johann Wolfgang von Goethe, der Gefängniswärter Frosch in der Fledermaus von Johann Strauß oder die Martha in Edward Albees Wer hat Angst vor Virginia Woolf?. Häufig trat sie in der Vergangenheit auch in Stücken von William Shakespeare auf, neben anderen Figuren als Katharina in Der Widerspenstigen Zähmung, als Squenz im Sommernachtstraum und als Portia im Kaufmann von Venedig.
Seit 1998 arbeitet Wieckhorst auch vor der Kamera. Nach einigen kleineren Fernsehrollen ist Wieckhorst seit 2013 als Gerichtsmedizinerin Dr. Seelenbinder in den Tatorten aus Weimar (Lessing und Dorn) zu sehen und so einem breiteren Publikum bekannt geworden.
Daneben entwickelt Wieckhorst eigene Projekte wie Lesungen, begleitet Inszenierungen unter anderem am Jugendtheater Weimar und arbeitet als Dozentin, beispielsweise an der Theaterwerkstatt Heidelberg, an der Akademie Schloss Rotenfels in Gaggenau oder bei Lehrerfortbildungen.
Ute Wieckhorst lebt in Weimar.

## Filmografie (Auswahl)
- 2002: Das Schloss des Grauens
- 2009–2011: Schloss Einstein (5 Folgen als Annabelle Berger)
- 2012: Die Vierte Gewalt
- 2012: Die nervöse Großmacht
- seit 2013: Tatort
  - 2013: Die Fette Hoppe
  - 2015: Der Irre Iwan
  - 2017: Der scheidende Schupo
  - 2017: Der wüste Gobi
  - 2018: Der kalte Fritte
  - 2018: Die robuste Roswita
  - 2018: Der höllische Heinz
  - 2020: Der letzte Schrey
  - 2021: Der feine Geist
- 2018: Endzeit
- 2024: Theresa Wolff – Dreck!